# Olympische Winterspiele 1936/Skilanglauf – 4 × 10 km (Männer)

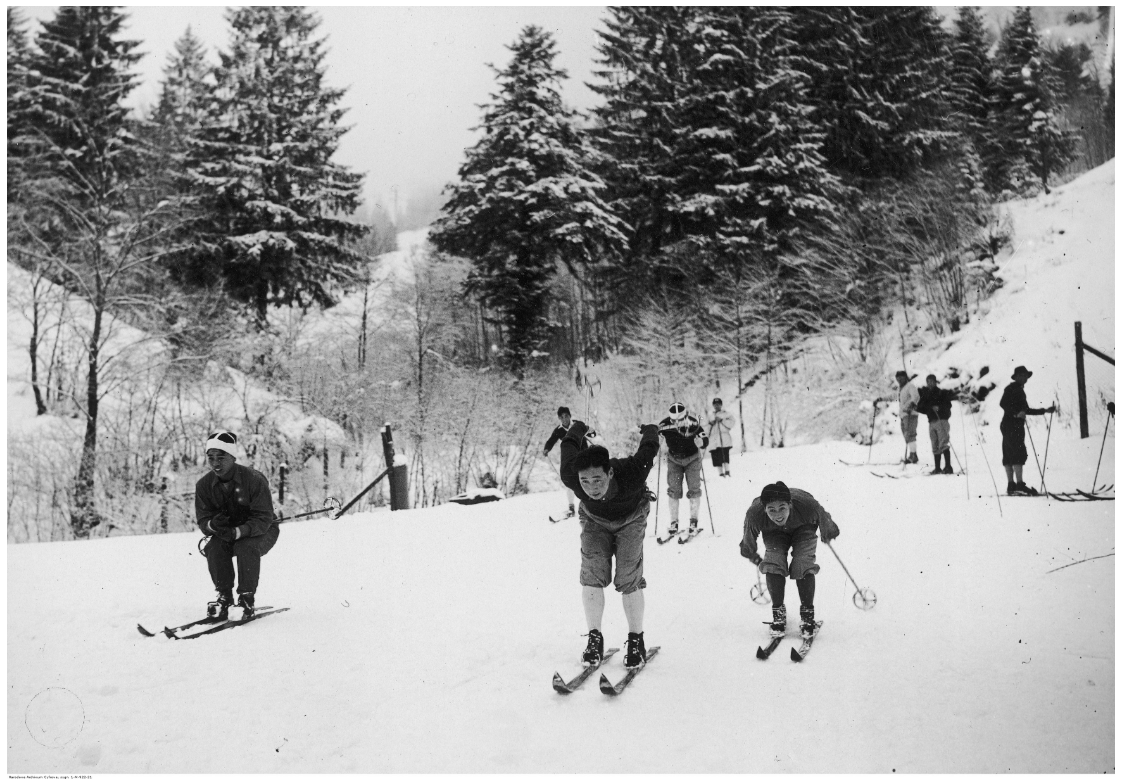
Die japanische Nordische Skinationalmannschaft bei den Olympischen Spielen 1936.

Die 4 × 10-km-Skilanglaufstaffel der Männer bei den Olympischen Winterspielen 1936 wurde am 10. Februar ausgetragen.
Rund 6000 Zuschauer waren anwesend; es herrschte kaltes, windiges Wetter mit leichtem Schneetreiben. Für die ersten drei Plätze der 16 Staffeln (die Schweiz hatte nicht genannt) kamen nur die skandinavischen Nationen in Frage, was sich dann auch in der Zeitdifferenz von 7:02 Minuten zwischen Bronze und Rang 4 zeigte, wobei die Leistung der Italiener ebenfalls als großartig anzusehen war. Das erwartete Duell zwischen Italien und Deutschland fand nicht statt, denn Startläufer Friedl Däuber hatte die falsche Wachswahl getroffen, so dass das Heimteam mit Rang 10 ins Hintertreffen geriet. Während Italiens Startläufer Gerardi auf Rang 3 (Rückstand 2:27 min auf den führenden Oddbjørn Hagen) übergab, hatte Däuber 7:50 min Rückstand. Der zweite Deutsche, Willy Bogner sr., lief fünftbeste Zeit (der Rückstand auf den besten Mann dieses Streckenabschnitts, Hoffsbakken, betrug nicht ganz 2 Minuten). Herbert Leupold lief ebenfalls fünfte Zeit, ließ Demetz um 14 Sekunden hinter sich. Der deutsche Langlaufmeister Anton Zeller, um 50 Sekunden besser als Kasebacher, brachte das deutsche Team noch auf den sechsten Platz.
Österreich behauptete sich wider Erwarten noch vor den Franzosen, von denen mehr erwartet worden war. Die Türkei war schon nach dem Massenstart Schlusslicht gewesen; ihr vierter Läufer Mahmut Şevket musste wegen Verletzung aufgeben. Den Zweikampf um Gold gab es erst am vierten Abschnitt, wobei Iversen mit großem Vorsprung auf Jalkanen das Stadion verlassen hatte – und wider Erwarten hatten die finnischen Betreuer die Situation als nicht aussichtslos betrachtet, denn sie wussten um Jalkanens Stärke. Es kamen schon bald Meldungen von der erfolgreichen Aufholjagd des Finnen über den Lautsprecher. Beim dritten Kontrollposten befand er sich im Schlepptau von Iversen. Auf dem Rückweg ins Stadion war der Finne bereits voran und kam mit etwa zehn Skilängen Vorsprung ins Ziel.

## Ergebnisse
| Rang | #  | Staffel                                                                             | Zeit                                              |
| ---- | -- | ----------------------------------------------------------------------------------- | ------------------------------------------------- |
| 001  | 3  | FinnlandSulo Nurmela Klaes Karppinen Matti Lähde Kalle Jalkanen                     | 2:41:33 h 42:34 min 39:56 min 39:49 min 39:14 min |
| 002  | 13 | NorwegenOddbjørn Hagen Olaf Hoffsbakken Sverre Brodahl Bjarne Iversen               | 2:41:39 h 41:32 min 39:33 min 39:52 min 40:42 min |
| 003  | 1  | SchwedenJohn Berger Erik Larsson Arthur Häggblad Martin Matsbo                      | 2:43:03 h 42:49 min 39:39 min 40:34 min 40:01 min |
| 004  | 5  | ItalienGiulio Gerardi Severino Menardi Vincenzo Demetz Giovanni Kasebacher          | 2:50:05 h 43:49 min 40:59 min 41:51 min 43:16 min |
| 005  | 2  | TschechoslowakeiCyril Musil Gustl Berauer Lukáš Mihalák František Šimůnek           | 2:51:56 h 45:50 min 42:14 min 41:27 min 42:25 min |
| 006  | 16 | Deutsches ReichFriedl Däuber Willy Bogner sr. Herbert Leupold Anton Zeller          | 2:54:54 h 49:22 min 41:29 min 41:37 min 42:26 min |
| 007  | 4  | PolenMichał Górski Marian Woyna-Orlewicz Stanisław Karpiel Bronisław Czech          | 2:58,50 h 46:37 min 42:55 min 44:35 min 44:43 min |
| 008  | 11 | ÖsterreichErich Gallwitz Fred Rößner Hans Baumann Harald Bosio                      | 3:02,48 h 49:19 min 45:00 min 45:13 min 43:16 min |
| 009  | 10 | FrankreichRobert Gindre Fernand Mermoud Léonce Cretin Alfred Jacomis                | 3:03:33 h 47:15 min 46:06 min 44:23 min 45:49 min |
| 010  | 6  | JugoslawienLeon Knap Avgust Jakopič Alojz Klančnik Franc Smolej                     | 3:04:38 h 48:34 min 47:22 min 44:51 min 43:51 min |
| 011  | 8  | Vereinigte StaatenBerger Torrissen Warren Chivers Richard Parsons Karl Magnus Satre | 3:06:26 h 49:25 min 44:24 min 45:02 min 47:35 min |
| 012  | 9  | JapanYamada Ginzō Sekido Tsutomu Yamada Shinzō Tadano Hiroshi                       | 3:10:59 h 51:38 min 45:49 min 45:57 min 47:35 min |
| 013  | 15 | LettlandHerberts Dāboliņš Pauls Kaņeps Edgars Gruzītis Alberts Riekstiņš            | 3:26:08 h 54:25 min 50:15 min 48:25 min 53:03 min |
| 014  | 14 | RumänienWilli Zacharias Iosif Covaci Ioan Coman Rudolf Klöckner                     | 3:27:50 h 56:56 min 50:23 min 48:32 min 51:59 min |
| 015  | 12 | BulgarienChristo Kotschow Iwan Angelakow Dimitar Kostow Ratscho Schekow             | 3:29:39 h 56:56 min 50:23 min 48:32 min 51:59 min |
|      | 7  | TürkeiReşat Erceş Sadri Erkılıç Cemal Tiğin Mahmut Şevket Karman                    | DNF 1:14:59 h 1:04:06 h 1:10:26 h DNF             |